# Santamaria (Serrateix)
Santamaria és una masia de Serrateix, al municipi de Viver i Serrateix (Berguedà), inclosa en l'Inventari del Patrimoni Arquitectònic de Catalunya.

## Descripció
Important masia que ha sofert diferents ampliacions, tot i que l'estructura bàsica de la casa correspon al segle xviii. Té la coberta a dues aigües i el carener perpendicular a la façana principal, orientada a llevant. En aquesta mateixa façana té un cos annexat amb teulada independent.
Les obertures són totes de pedra, algunes de les quals tenen arc rebaixat, i els murs són emblanquinats.
Als segles XVII-XVIII es construí la capella dedicada a Santa Maria un xic apartada de la casa.

## Història
Tot i que l'edifici actual és una construcció del segle xvii ampliada al XVIII, es tenen notícies d'aquest mas des del segle xiv. El mas de Santamaria és una important casa pairal ben documentada des del segle xiv i que conserva el seu propi arxiu-biblioteca amb una gran varietat de llibres i documents de diferents èpoques. La història de la família està recollida en aquests documents.
A l'època medieval era coneguda amb el nom de Mas Camp, nom que es va mantenir fins al segle xviii. Des del segle xvi hi són documentats els Santamaria, família d'Avià que l'any 1649 confessava tenir 93 jornals de terra per l'abat de Santa Maria de Serrateix.